# Warsaw
Warsaw — планируемый дебютный альбом английской постпанк-группы Joy Division, позже выпущенный в качестве сборника в 1994 году.

## Об альбоме
Warsaw был записан в конце семидесятых, однако группа осталась недовольна пост-продакшном продюсеров лейбла RCA и выпускать пластинку отказалась. Альбом распространялся в качестве бутлегов, пока не был коммерчески выпущен в 1994 году с дополнением нескольких треков. В оригинальный трек-лист вошли четыре песни с мини-альбома An Ideal for Living. В вариант 1994 года были включены записанные в семидесятых композиции, а также «As You Said», которая вышла в 1980 году в составе сингла «Komakino». С пометкой бонус-треки в альбом включены первые записи группы, носившие название «The Warsaw Demo». В композиции «They Walked In Line» припев спел Бернард Самнер.

## Список композиций
LP и CD
1. «The Drawback» — 1:42
2. «Leaders of Men» — 2:28
3. «They Walked in Line» — 2:50
4. «Failures» — 2:22
5. «Novelty» — 3:36
6. «No Love Lost» — 4:34
7. «Transmission» — 4:20
8. «Living in the Ice Age» — 2:19
9. «Interzone» — 2:02
10. «Warsaw» — 2:06
11. «Shadowplay» — 3:53
12. «As You Said» — 2:01

Бонус-треки
1. «Inside the Line» — 2:43
2. «Gutz» — 1:59
3. «At a Later Date» — 3:14
4. «The Kill» — 2:08
5. «You’re No Good for Me» — 3:02